# Pertusaria sordida
Pertusaria sordida är en lavart som beskrevs av A. W. Archer. Pertusaria sordida ingår i släktet Pertusaria och familjen Pertusariaceae.   Inga underarter finns listade i Catalogue of Life.